# Karl Daub
Karl Daub (Kassel, 1765 – Heidelberg, 1836) è stato un teologo e filosofo tedesco.
Insegnò in varie università tedesche e scrisse alcune opere teologico-filosofiche prendendo spunto soprattutto da Kant, da Schelling e da Hegel. Tali influenze sono visibili, in particolare, in Judas Ischariot (1816-1818), l'opera più rappresentativa del pensiero di Daub.